# 訃報 2007年6月
訃報 2007年6月（ふほう 2007ねん6がつ）では、2007年6月中に物故した、又は物故が報じられた人物についてまとめる。

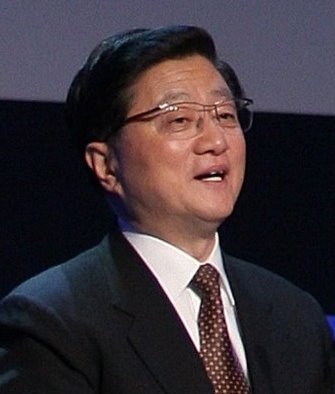
黄菊／6月2日没

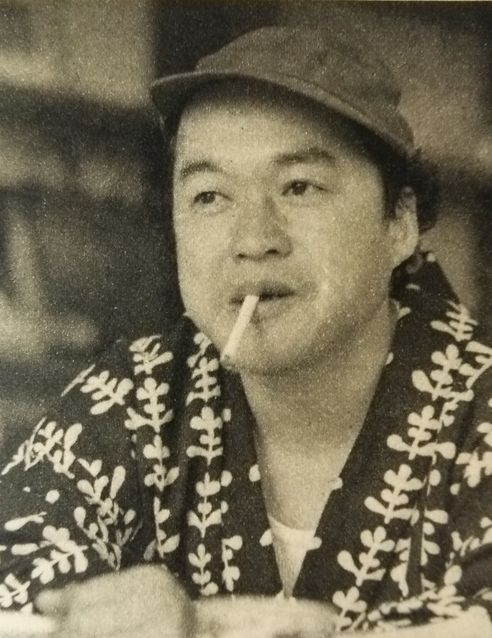
横山泰三／6月10日没

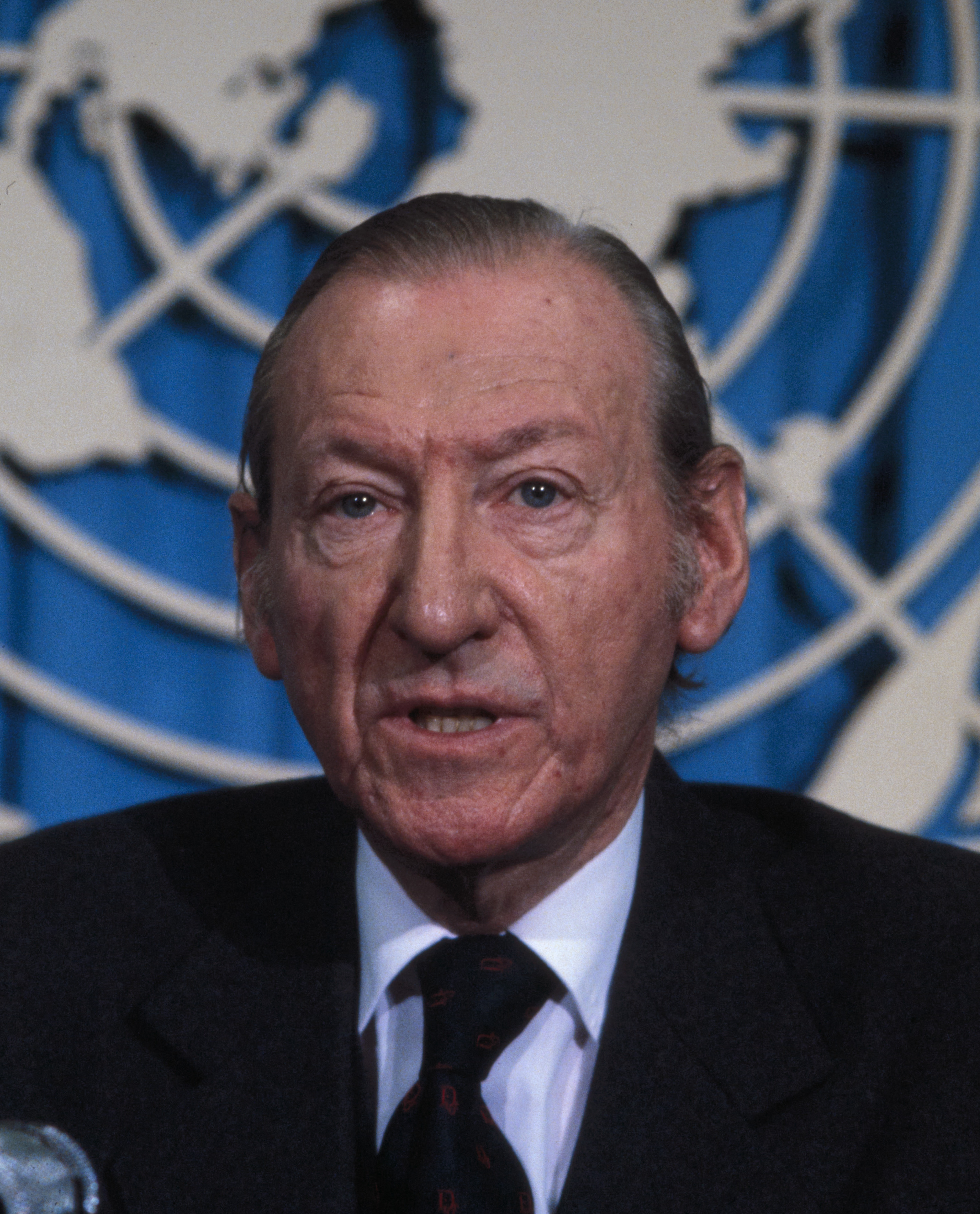
クルト・ヴァルトハイム／6月14日没

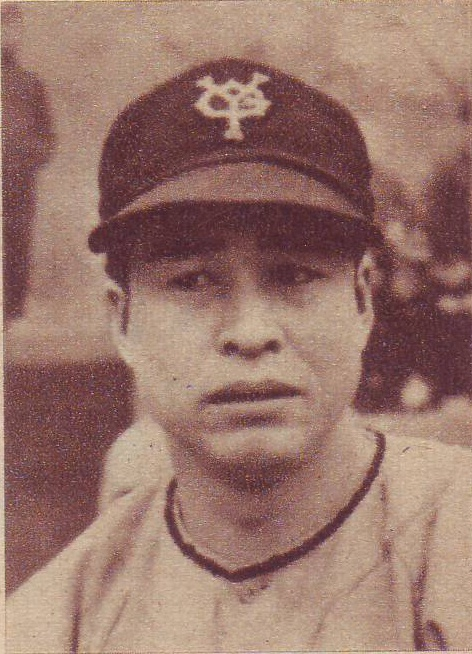
樋笠一夫／6月17日没

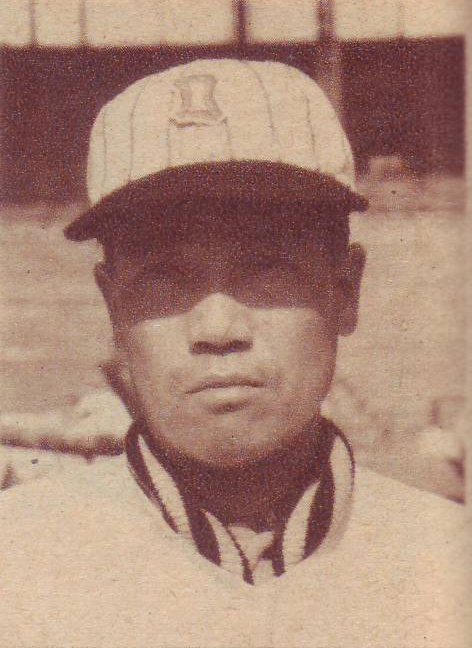
河西俊雄／6月25日没

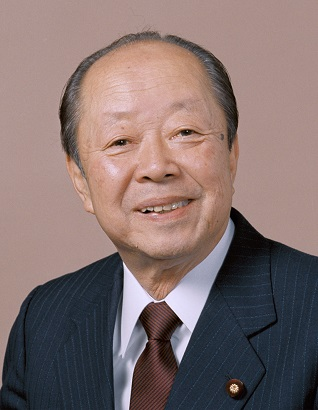
宮澤喜一／6月28日没

## （1日 - 15日）
- 6月1日 - 石立鉄男、俳優（* 1942年）
- 6月2日 - 黄菊、中華人民共和国副首相（* 1938年）
- 6月2日 - 羽田健太郎、日本の作曲家、編曲家、ピアニスト（* 1949年）
- 6月3日 - 若前田英一朗、大相撲力士、関脇（* 1930年）
- 6月4日 - 大宮隆、寶酒造相談役（* 1913年）
- 6月4日 - クレイグ・L・トーマス（Craig L. Thomas）、アメリカ合衆国上院議員（* 1933年）
- 6月4日 - クリート・ボイヤー、メジャーリーグベースボールニューヨーク・ヤンキース元内野手（* 1937年）
- 6月5日 - ポーヴェル・ラメル（Povel Ramel）、音楽家、エンターテイナー（* 1922年）
- 6月6日 - 川喜田貞久、銀行家（* 1934年）
- 6月6日 - 南崎孝雄、元三共常務取締役（* 1931年?）
- 6月7日 - ルイス・ヴァトリカン（英語版）、モナコの農学者（* 1904年）
- 6月8日 - アデン・アブドラ・ウスマン、ソマリア大統領（* 1908年）
- 6月8日 - 観世栄夫、能楽師、俳優（* 1927年）
- 6月8日 - リチャード・ローティ、哲学者（* 1931年）
- 6月9日 - ルドルフ・アルンハイム（Rudolf Arnheim）、作家、映画評論家（* 1904年）
- 6月9日 - ウスマン・センベーヌ、映画監督（* 1923年）
- 6月9日 - 関口清治、プロ野球西鉄ライオンズ元外野手、近鉄バファローズ元監督（* 1925年）
- 6月10日 - 横山泰三、漫画家（* 1917年）
- 6月11日 - 江村哲二、作曲家（* 1960年）
- 6月12日 - ギー・ド・ロチルド、パリ・ロチルド家（ロスチャイルド家）の銀行家（* 1909年）
- 6月12日 - 門脇禎二、歴史学者（* 1925年）
- 6月12日 - ウォーリー・ハーバート（Wally Herbert）、探検家（* 1934年）
- 6月13日 - 近藤玲子、声優（* 1959年）
- 6月14日 - クルト・ヴァルトハイム、第4代国連事務総長、オーストリア大統領（* 1918年）
- 6月14日 - 鈴木悳夫、プロ野球東映フライヤーズ元捕手、日本ハムファイターズ元バッテリーコーチ（* 1940年）
- 6月15日 - リチャード・ベル（Richard Bell）、キーボーディスト（* 1946年）
- 6月15日 - ウーゴ・コーロ、元プロボクサー、世界ミドル級チャンピオン（* 1953年）
- 6月15日 - シェリー・マーテル、元女子プロレスラー（* 1958年）

## （16日 - 30日）
- 6月17日 - 樋笠一夫、プロ野球東京読売巨人軍元外野手（* 1920年）
- 6月17日 - ジャンフランコ・フェレ、ファッションデザイナー（* 1944年）
- 6月18日 - ハンク・メドレス（Hank Medress）、ミュージシャン、音楽プロデューサー（* 1938年）
- 6月19日 - アントニオ・アギラー（Antonio Aguilar）、歌手、俳優（* 1919年）
- 6月19日 - ジーヴ・シッフ（Ze'ev Schiff）、軍事ジャーナリスト（* 1932年）
- 6月20日 - 谷伍平、元福岡県北九州市長（* 1916年）
- 6月20日 - J・B・ハンデルスマン（J. B. Handelsman）、漫画家、イラストレーター（* 1922年）
- 6月20日 - 梅田義光、梅田事件で冤罪の元受刑者（* 1925年?）
- 6月21日 - 増田通二、元パルコ会長（* 1926年）
- 6月21日 - ゲオルク・ダンツァー（Georg Danzer）、シンガーソングライター（* 1946年）
- 6月24日 - デレク・ドゥーガン（Derek Dougan）、サッカー選手（* 1938年）
- 6月24日 - 桶谷顕、アニメ脚本家（* 1959年）
- 6月25日 - 河西俊雄、元プロ野球選手、近鉄バファローズ元スカウト（* 1920年）
- 6月25日 - 谷幹一、俳優、元コメディアン（* 1932年）
- 6月25日 - クリス・ベノワ、プロレスラー（* 1967年）
- 6月26日 - ユップ・デアバル、サッカー選手、指導者（* 1927年）
- 6月26日 - リズ・クレイボーン（Liz Claiborne）、ファッションデザイナー（* 1929年）
- 6月26日 - 安藤宏寿、安藤百福の長男、元日清食品社長（* 1931年?）
- 6月26日 - 小野原節雄、元アトル常務取締役（* 1939年）
- 6月26日 - 成井英夫、福島県白河市長（* 1952年）
- 6月28日 - ユージーン・フラッケイ（Eugene B. Fluckey）、元アメリカ海軍潜水艦長（* 1913年）
- 6月28日 - 宮澤喜一、第78代内閣総理大臣（* 1919年）
- 6月28日 - 熊田誠、化学者（* 1920年）
- 6月28日 - 日下部国夫、元日本臓器製薬専務取締役（* 1921年?）
- 6月28日 - 中江真司、声優、ナレーター（* 1935年）
- 6月28日 - 風水嵯峨、作曲家（* 1963年）
- 6月29日 - フレッド・セイバーヘーゲン、SF作家（* 1930年）
- 6月29日 - エドワード・ヤン（楊徳昌）、映画監督（* 1947年）

## 没日不明
- 6月（日付不明） - 多和健雄、日本のスポーツ科学者、筑波大学教授（* 1918年）